# × Urceocharis edentata
× Urceocharis edentata (C.H.Wright) è una pianta bulbosa appartenente alla famiglia delle Amaryllidaceae endemica del Perù.